# Afrikamesterskabet i håndbold 1976 (mænd)
Afrikamesterskabet i håndbold 1976 for mænd var den anden udgave af Afrikamesterskabet i håndbold for mænd. Turneringen havde deltagelse af 6 hold. Turneringen blev afholdt i 1976 i algeriets hovedstad Algier af Confédération Africaine de Handball (CAHB). Seks hold kvalificerede sig til finalen. De forsvarende mestre Tunesien vandt turneringen mod værten Algeriet, mens tredjepladsen gik til Cameroun. Fjerdepladsen gik til Togo, efterfulgt af Senegal på femtepladsen, og Elfenbenskysten på sjettepladsen.

## Placeringer
| Plac.  | Hold            |
| ------ | --------------- |
| Guld   | Tunesien        |
| Sølv   | Algeriet        |
| Bronze | Cameroun        |
| 4.     | Togo            |
| 5.     | Senegal         |
| 6.     | Elfenbenskysten |